# Мартинів заказник
Мартинів — гідрологічний заказник місцевого значення. Об'єкт розташований на території Маньківського району Черкаської області, село Молодецьке.
Площа — 8,7 га, статус отриманий у 2011 році.